# Paratschi
Paratschi oder Parachi (Parāčī) ist eine iranische Sprache, die von rund 600 bis 3500 Menschen der Paratschi-Ethnie in Ostafghanistan, hauptsächlich im Distrikt Nijrab, nordöstlich von Kabul, gesprochen wird.
Paratschi ist eng mit der ebenfalls ost-iranischen Sprache Ormuri verwandt. Von Georg Morgenstierne wurde die aus Paratschi und Ormuri bestehende Sprachgruppe als Untergruppe des Südost-Iranischen identifiziert. Paratschi wird normalerweise als Mitglied der südöstlichen Gruppe der ostiranischen Sprachen eingestuft, Ethnologue ordnet sie aber den nordwestiranischen Sprachen zu.